# أرسين أوقستي
أرسين أوقستي (بالفرنسية: Arsène Auguste)‏ هو لاعب كرة قدم هايتي في مركز الدفاع، ولد في 3 فبراير 1951 في بورت أو برانس في هايتي، وتوفي في 30 مارس 1993 في ميامي في الولايات المتحدة بسبب نوبة قلبية. شارك مع منتخب هايتي لكرة القدم. أما مع النوادي، فقد لعب مع تامبا باي راوديز وفورت لودردايل سترايكرز ونيويورك كوسموس.

## وصلات خارجية
- أرسين أوقستي على موقع الاتحاد الدولي (مؤرشف)  (الإنجليزية)
- أرسين أوقستي على موقع قاعدة بيانات كرة القدم.إي يو (الإنجليزية)
- أرسين أوقستي على موقع ناشيونال فوتبول تيمز (الإنجليزية)
- أرسين أوقستي على موقع Soccerway.com (الإنجليزية)
- أرسين أوقستي على موقع عالم كرة القدم.نت (الإنجليزية)